# Salt Lake Stock and Mining Exchange
Le Salt Lake Stock and Mining Exchange appelée aussi marché Intermountain Stock Exchange (ISE) est une bourse des valeurs fondée en 1888 et fermée en 1986. L'ISE est un grand marché situé régional d'actions et d'obligations, situé à Salt Lake City, dans l'État américain de l'Utah et qui est placé sous la surveillance de la Commission des opérations de bourse américaine.

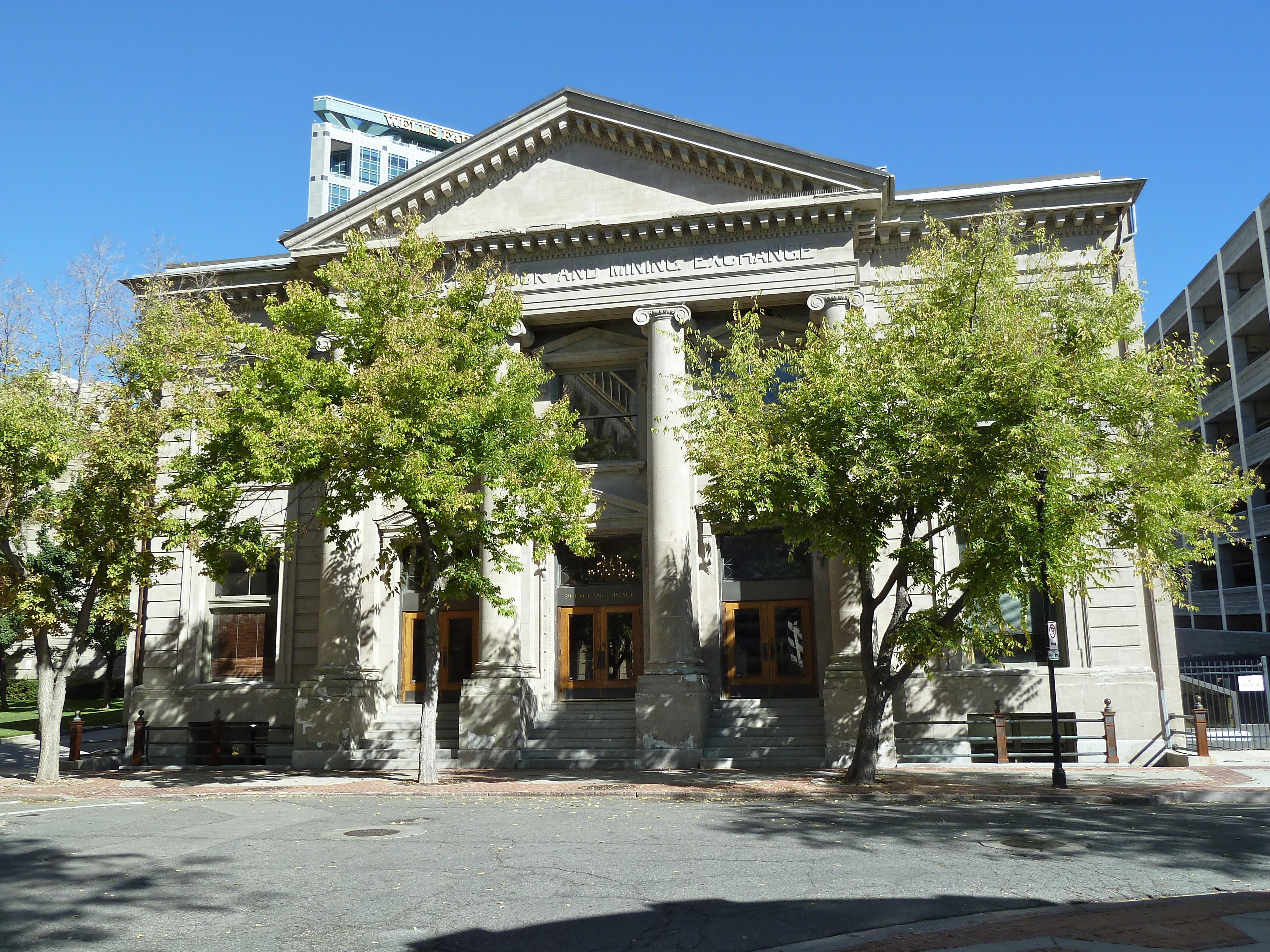
Le siège situé sur Exchange Place à Salt Lake City.

## Histoire
La Bourse de l'Utah a été fondée en 1888, et officiellement reconnue en 1899 sous le nom de Salt Lake Stock and Mining Exchange, avec pour vocation de fournir un capital aux mines de la région, et s'est installée au 39 Exchange Place à Salt Lake City, bâtiment donné en 1908 par le magnat des mines de l'Utah Samuel Newhouse (en),.
En 1900, le futur maire de Salt Lake City, John S. Bransford (en) est élu président de la Bourse minière, qui atteint ses plus gros volumes dans les années 1920, puis lors du boom de l'uranium dans la région dans les années 1950,.
La Bourse a changé son nom pour se rebaptiser Intermountain Stock Exchange en mai 1972 afin de refléter une emprise géographique plus large. Elle a ensuite été absorbée par le Commodity Exchange, Inc. (COMEX) en 1986.